# Bodó
Bodó är en kommun i Brasilien.   Den ligger i delstaten Rio Grande do Norte, i den östra delen av landet, 1 700 km nordost om huvudstaden Brasília. Antalet invånare är 2 425.
Omgivningarna runt Bodó är huvudsakligen savann. Runt Bodó är det ganska glesbefolkat, med 24 invånare per kvadratkilometer.